# 教皇庁立ミナス・ジェライスカトリック大学
教皇庁立ミナスジェライスカトリック大学（ポルトガル語: Pontifícia Universidade Católica de Minas Gerais, PUC-MG）は、ブラジルのミナスジェライス州ベロオリゾンテにあるカトリック系の私立大学。2006年、2010年、2011年、2013年、2014年に、ブラジルで最高の私立大学に選ばれた。同大学は、ベロオリゾンテのカトリック大司教区によって維持運営されている。

## 概要
このカトリック大学はミナスジェライス州の高等教育機関で、研究室、図書館、博物館、テレビチャンネル、遠距離教育センター、マルチメディア室、劇場、講堂、動物病院、心理療法、歯科、心理診療所などを擁する100以上の建物を所有している。
ブラジルで最高の私立大学の1つとされるPUC-MGは、ブラジル教育省(en)の高等教育機関指数で4と評価された（最高評価は5で、これはほぼ独占的に公立大学に授与される）。

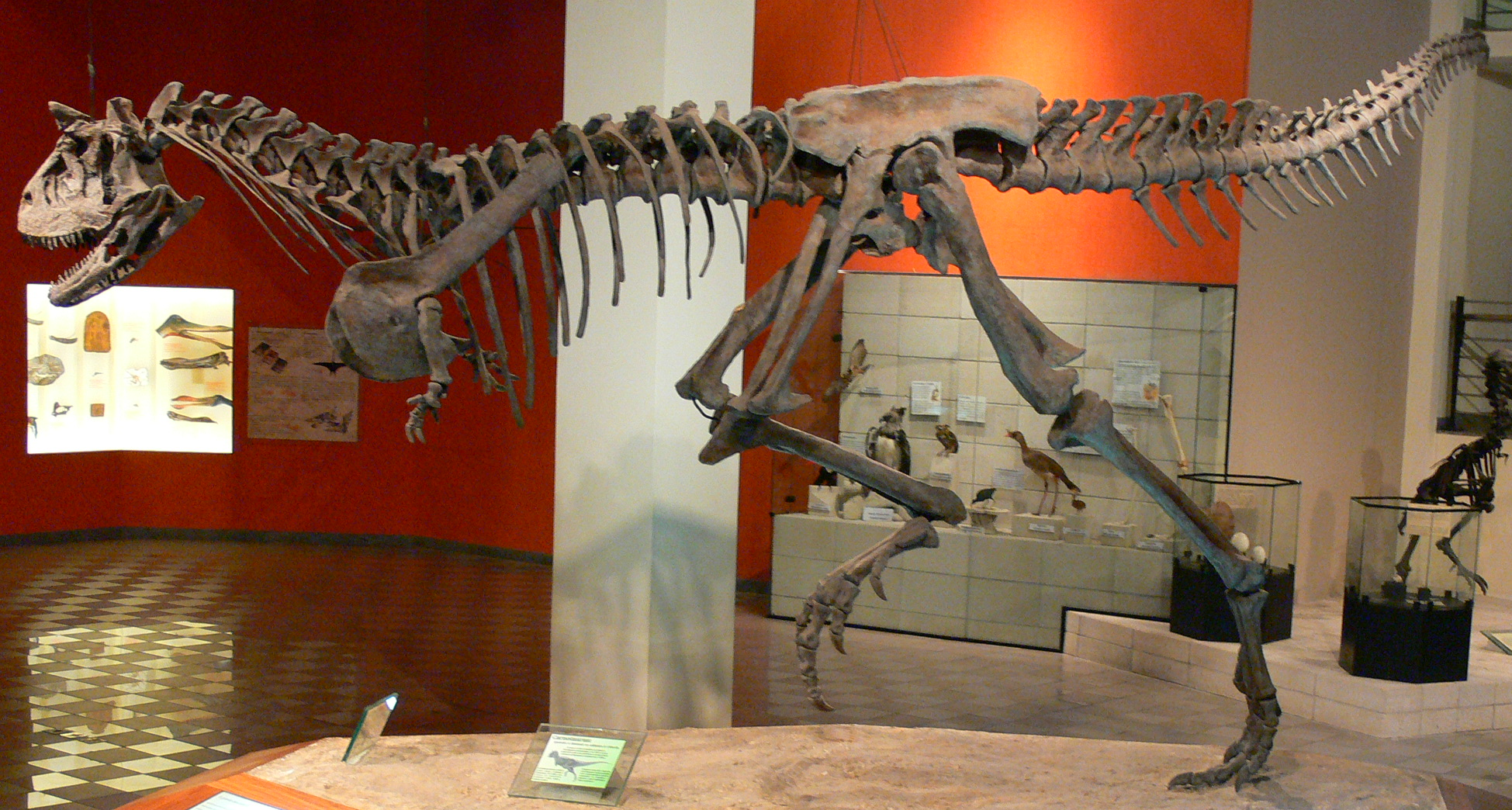
PUC-MG自然科学博物館にあるカルノタウルスの骨格レプリカ標本

PUC-MGは、学生に素晴らしい企業内インターンシップ研修を施すとの理由で、ミナスジェライス州産業連盟(FIEMG)のEuvaldo Lodi研究所より賞を2年連続で受賞した。この賞は、総合訓練大学のエヴァニルデ・マリア・マルティンス教授より授与された。
2003年、PUC-MGはブラジルで初めて気候学研究を行う研究室を擁する私立大学となった。これは、同大学とミナスジェライス電力の提携を通じて設立された、最上級の気候学センター(Centro de Climatologia PUC Minas TempoClima)である。同センターには、気象情報受信用設備と地理学を重視した研究学科が1つある。その目的は、ミナスジェライス州の853自治体に向けた3日前天気予報や暴風雨警報の開発、そして農業、陸路・鉄道輸送、電気、産業、観光業にて使われる気象予測である。

## キャンパス
ベロオリゾンテにはコラソン・エウカリスティコ地区に本部校があるほか、バレイロ地区、サンガブリエル地区、プラサ・ダ・リベルダディ地区にPUC-MGはキャンパスを所有している。そしてアルコス、ベチン、コンタジェン、グアニャンイス、 ポソス・デ・カルダス、セロの各都市にキャンパスを所有している。

## ゆかりの著名人

### 卒業生
- アエシオ・ネベス - 経済学者でミナスジェライス州知事。2014年のブラジル大統領選挙ではジルマ・ルセフに僅差で敗れた[9]。
- フェルナンド・ピメンテル - 経済学者でミナスジェライス州知事。2012年にはブラジル開発商工省 (MDIC) の大臣を歴任[10]。
- ロドリゴ・パシェコ - 弁護士でミナスジェライス州上院議員。2021年よりブラジル連邦議会の上院議長[11]。
- パトルス・アナニアス - ミナスジェライス州出身の弁護士。ルセフ第2次政権では農地改革大臣を歴任[12]。
- ウラジミール・リベイロ - 競泳のバタフライと背泳ぎの国際代表選手。1988年ソウルオリンピックに出場。
- ドーラ・カスタニェイラ - バレーボールの国際代表選手。1980年モスクワオリンピックと1988年ソウルオリンピックに出場。
- ナタリア・ギマランエス - 女優でモデル。ミス・ユニバース2007では、優勝の森理世に次ぐ第2位[13]。